# Episodi di Sfondamento dei cieli Gurren Lagann
Questa è una lista degli episodi della serie anime Sfondamento dei cieli Gurren Lagann e dei suoi derivati.

## Liste episodi

### Serie
| Nº | Titolo italiano Giapponese 「Kanji」 - Rōmaji | In onda           | In onda           |
| Nº | Titolo italiano Giapponese 「Kanji」 - Rōmaji | Giapponese        | Italiano          |
| 1  | Trapassa i cieli con la tua trivella! 「お前のドリルで天を突け!!」 - Omae no doriru de ten o tsuke!! | 1º aprile 2007    | 24 settembre 2009 |
| 2  | Ho detto che lo piloterò io! 「俺が乗るって言ってんだ!!」 - Ore ga noru tte itte n' da!! | 8 aprile 2007     | 1º ottobre 2009   |
| 3  | Due belle facce toste! 「顔が2つたあ生意気なッ!!」 - Kao ga futatsu tā namaiki nā!! | 15 aprile 2007    | 8 ottobre 2009    |
| 4  | Tante facce non ti rendono migliore! 「顔が多けりゃ偉いのか!?」 - Kao ga ōkerya erai no ka!? | 22 aprile 2007    | 15 ottobre 2009   |
| 5  | Proprio non riesco a capire! 「俺にはさっぱりわからねえ!」 - Ore ni wa sappari wakaranē! | 29 aprile 2007    | 22 ottobre 2009   |
| 6  | Quel che voglio vedere lo voglio vedere! / Ragazzi, andate tutti a farvi un bel bagno! 「見てえものは見てえんだ!! / てめえら全員湯あたりしやがれ!!」 - Mitee mono wa mitee n' da!! / Temeera zen'in yuatari shiyagare!!                                                                | 6 maggio 2007     | 29 ottobre 2009   |
| 6  | Di questo episodio esistono una versione integrale e una censurata per la trasmissione in Giappone. In italiano, entrambe sono arrivate in DVD (quella censurata è presente come Extra) e sono state trasmesse in TV (quella integrale in prima visione, quella censurata in replica). |                   |                   |
| 7  | Di questo te ne occuperai tu! 「それはお前がやるんだよ!!」 - Sore wa omae ga yaru n' da yo!! | 13 maggio 2007    | 5 novembre 2009   |
| 8  | Addio, amici miei 「あばよ、ダチ公」 - Abayo, dachikō | 20 maggio 2007    | 12 novembre 2009  |
| 9  | Che cosa significa la parola “persona”? 「ヒトっていったい何ですか?」 - Hito tte ittai nan desu ka? | 27 maggio 2007    | 19 novembre 2009  |
| 10 | Chi era la persona che chiami “fratello”? 「アニキっていったい誰ですか?」 - Aniki tte ittai dare desu ka? | 3 giugno 2007     | 26 novembre 2009  |
| 11 | Simon, togli le mani 「シモン、手をどけて。」 - Shimon, te o dokete. | 10 giugno 2007    | 3 dicembre 2009   |
| 12 | Yoko, mi faresti un favore? 「ヨーコさん、お願いがあります。」 - Yōko-san, onegai ga arimasu. | 17 giugno 2007    | 10 dicembre 2009  |
| 13 | Ragazzi, mangiate a volontà! 「みなさん、たーんと召しあがれ。」 - Mina-san, ta~nto meshiagare. | 24 giugno 2007    | 17 dicembre 2009  |
| 14 | Salve, ragazzi! 「皆さん、ごきげんよう。」 - Mina-san, gokigen'yō. | 1º luglio 2007    | 24 dicembre 2009  |
| 15 | Io andrò incontro al domani! 「私は明日へ向かいます。」 - Watashi wa ashita e mukaimasu. | 8 luglio 2007     | 7 gennaio 2010    |
| 16 | Episodio riassuntivo 「総集片」 - Sōshūhen | 15 luglio 2007    | 14 gennaio 2010   |
| 17 | Tu non capisci proprio nulla! 「あなたは何もわかっていない」 - Anata wa nani mo wakatte inai | 22 luglio 2007    | 21 gennaio 2010   |
| 18 | Svelami i segreti di questo mondo 「聞かせてもらうぞこの世界の謎を」 - Kikasete morau zo kono sekai no nazo o | 29 luglio 2007    | 28 gennaio 2010   |
| 19 | Noi tutti sopravviveremo, con ogni mezzo! 「生き残るんだどんな手段を使っても」 - Ikinokoru n' da donna shudan o tsukatte mo | 5 agosto 2007     | 4 febbraio 2010   |
| 20 | Fino a che punto Dio ci metterà alla prova? 「神はどこまで僕らを試す」 - Kami wa doko made bokura o tamesu | 12 agosto 2007    | 11 febbraio 2010  |
| 21 | Tu sei tra le persone che devono sopravvivere 「あなたは生き残るべき人だ」 - Anata wa ikinokoru beki hito da | 19 agosto 2007    | 18 febbraio 2010  |
| 22 | Questo è il mio ultimo dovere 「それが僕の最後の義務だ」 - Sore ga boku no saigo no gimu da | 26 agosto 2007    | 25 febbraio 2010  |
| 23 | Andiamo! Questa è l'ultima battaglia! 「行くぞ 最後の戦いだ」 - Iku zo, saigo no tatakai da | 2 settembre 2007  | 4 marzo 2010      |
| 24 | Non potrò mai dimenticare questo preciso momento 「忘れるものか この一分一秒を」 - Wasureru monoka, kono ippun ichibyō o | 9 settembre 2007  | 11 marzo 2010     |
| 25 | Sarò io a compiere le tue ultime volontà! 「お前の遺志は受け取った!」 - Omae no ishi wa uketotta! | 16 settembre 2007 | 18 marzo 2010     |
| 26 | Andiamo, compagni! 「行くぜ ダチ公」 - Iku ze, dachikō | 23 settembre 2007 | 25 marzo 2010     |
| 27 | Tutte le luci in cielo sono stelle 「天の光は全て星」 - Ten no hikari wa subete hoshi | 30 settembre 2007 | 1º aprile 2010    |

### Parallel Works
Oltre alla serie principale e ai film, sono stati prodotti e venduti in un DVD, nel 2008, 8 cortometraggi musicali basati su Gurren Lagann.
| Nº | Giapponese 「Kanji」 - Rōmaji |
| 1  | 「ラップは漢の魂だ! 無理を通して道理を蹴っ飛ばす! 俺たち大グレン団のテーマを耳の穴かっぽじってよ〜く聴きやがれ」 - Rappu wa otoko no tamashii da! Muri o tōshite dōri o kettobasu! Ore tachi Dai-Gurren dan no tēma o mimi no ana kappojitte yo~ku kikiyagare |
| 1  | In un'ambientazione medievale europea, Simon, Kamina e Viral devono salvare Nia, rinchiusa in un castello. |
| 2  | 「BafBaf!そんなに燃えるのが...好きかい?」 - BafBaf! Sonna ni moeru no ga...suki kai? |
| 2  | Viral trova un gunmen pachinko e sfida Kamina, Yoko e Simon. |
| 3  | 「ボインVSボイン」 - Boin VS boin |
| 3  | La trama di Gurren Lagann viene rivista nel contesto del Giappone medioevale. |
| 4  | 「お前のXXXで天を衝け!」 - Omae no XXX de ten o tsuke! |
| 4  | Viral, a cavallo del suo destriero, guida la ribellione degli Uomini Bestia contro un tirannico Kamina. |
| 5  | 「ラップは漢の魂だ! 己を信じて天を指差す怒涛の男·カミナ様のテーマを耳の穴かっぽじってよ〜く聴きやがれ」 - Rappu wa otoko no tamashii da! Onore o shinjite ten o yubi sasu dotō no otoko, Kamina-sama no tēma o mimi no ana kappojitte yōku kikiyagare         |
| 5  | Un divertito Gimmy ruba a Simon, Kamina e Yoko i loro indumenti. |
| 6  | 「合体なんてクソくらえ」 - Gattai nante kuso kurae |
| 6  | Protagonisti alternativi a quelli della serie originale combattono gli Uomini Bestia con il Gurren Lagann. |
| 7  | 「Libera Me' from Hell」 - Libera Me' from Hell |
| 7  | Le ambientazioni dei primi episodi della serie vengono riprodotti in chiave realistica. |
| 8  | 「お前ら全員燃えてしまえっ!!!」 - Omaera zenin moete shimae!!! |
| 8  | La storia del passato di Lordgenome. |

### Parallel Works II
Altri sette cortometraggi musicali sono stati pubblicati in un secondo DVD posto in vendita dal 26 maggio 2010.
| Nº | Giapponese 「Kanji」 - Rōmaji                                                |
| 1  | 「The sense of Wonder」 - The sense of Wonder                                |
| 2  | 「オレノ×××ハウチュウヒトツ」 - Ore no XXX wa uchū hitotsu                   |
| 3  | 「さよならダイグレン」 - Sayonara Dai-Guren                                  |
| 4  | 「BIG BUILDING」 - BIG BUILDING                                              |
| 5  | 「キヤルのマジカルタイム、三分前。」 - Kiyaru no majikaru taimu, sanpun mae. |
| 6  | 「ガンメンシンフォニア」 - Ganmen shinfonia                                  |
| 7  | 「キタンゼロ」 - Kittan zero                                                 |

## Film
Sono stati prodotti due film di montaggio a partire dagli episodi della serie.
| Nº | Titolo italiano Giapponese 「Kanji」 - Rōmaji | Distribuzione    | Distribuzione |
| Nº | Titolo italiano Giapponese 「Kanji」 - Rōmaji | Giapponese       |               |
| 1  | Sfondamento Dei Cieli Gurren Lagann - Capitolo Gurren - Childhood's End 「劇場版 天元突破グレンラガン 紅蓮篇」 - Gekijōban tengen toppa Guren Ragan - Guren hen                 | 6 settembre 2008 |               |
| 2  | Sfondamento Dei Cieli Gurren Lagann - Capitolo Lagann - The Lights In The Sky Are Stars 「劇場版 天元突破グレンラガン 螺巌篇」 - Gekijōban tengen toppa Guren Ragan - Ragan hen | 25 aprile 2009   |               |